# École franco-saxonne

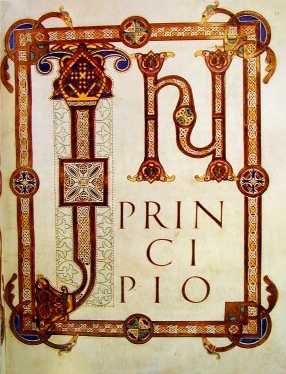
Incipit de la Seconde Bible de Charles le Chauve.

L'École franco-saxonne, appelée aussi parfois franco-insulaire désigne un style de l'enluminure carolingienne qui a cours dans les scriptoria des abbayes de l'actuel nord de la France du IXe à la fin du Xe siècle. Elle se caractérise par la combinaison du style carolingien avec des éléments de l'art de l'enluminure insulaire, irlandais ou anglo-saxon. Elle rayonne dans l'ensemble de l'empire carolingien grâce à la production de manuscrits de luxes destinés à l'aristocratie franque et à des monastères dans toute l'Europe. Ce style se prolonge longtemps dans cette région jusqu'à l'époque romane.

## Historiographie
C'est en 1845 que Auguste de Bastard d'Estang utilise pour la première fois ce terme « école franco-saxonne » dans son ouvrage Peintures et ornements des manuscrits... qu'il édite alors. Ce terme est repris par la suite par Léopold Delisle ou encore Eric Millar (en). Cependant, il faut attendre la seconde moitié du XXe siècle pour que soit localisé avec précision l'origine géographique de ce style : André Boutemy localise en 1949 à l'abbaye de Saint-Amand grâce à une analyse historique, liturgique et paléographique. 

## Historique
Ce style d'enluminure trouve son origine dans l'Abbaye de Saint-Amand, dans l'actuelle commune de Saint-Amand-les-Eaux. Fondée en 634 par Amand de Maastricht, elle connaît un rayonnement intellectuel important pendant la période carolingienne. Le scriptorium est très actif dès la fin du VIIIe siècle et des copies de manuscrits sont envoyés partout en Europe et notamment à Salzbourg. Arn de Salzbourg (v.740-821), archevêque de la ville et proche d'Alcuin est en effet un ancien abbé de Saint-Amand. Il a fait venir des manuscrits de son ancienne abbaye pour servir de modèle aux scriptoria de la ville. C'est surtout à partir du règne de Charles II le Chauve, qui visite l'abbaye en 847, que le monastère rayonne et que se forge sur place le style franco-saxon. La présence de plusieurs grands maîtres comme Milon puis son élève Hucbald de Saint-Amand (v.850-930) n'est sans doute pas étrangère à ce rayonnement. Ce dernier est l'auteur de la dédicace à Charles le Chauve présente dans la Seconde Bible de Charles le Chauve (vers 871-877), l'une des plus belles bibles de ce scriptorium et la plus représentative de ce style. Deux types de manuscrits sont produits sur place principalement : des évangiles et des sacramentaires.
Le style franco-saxon se prolonge bien après la fin de l'empire carolingien. Des manuscrits dans ce style sont encore décorés dans ce style à la fin du Xe voire jusqu'au milieu du XIe siècle. C'est de cette époque que date les évangiles de l'Arsenal (Bibliothèque de l'Arsenal, Ms.592). Ces œuvres tardives marquent la transition vers l'enluminure romane.

## Le style de l'«école»

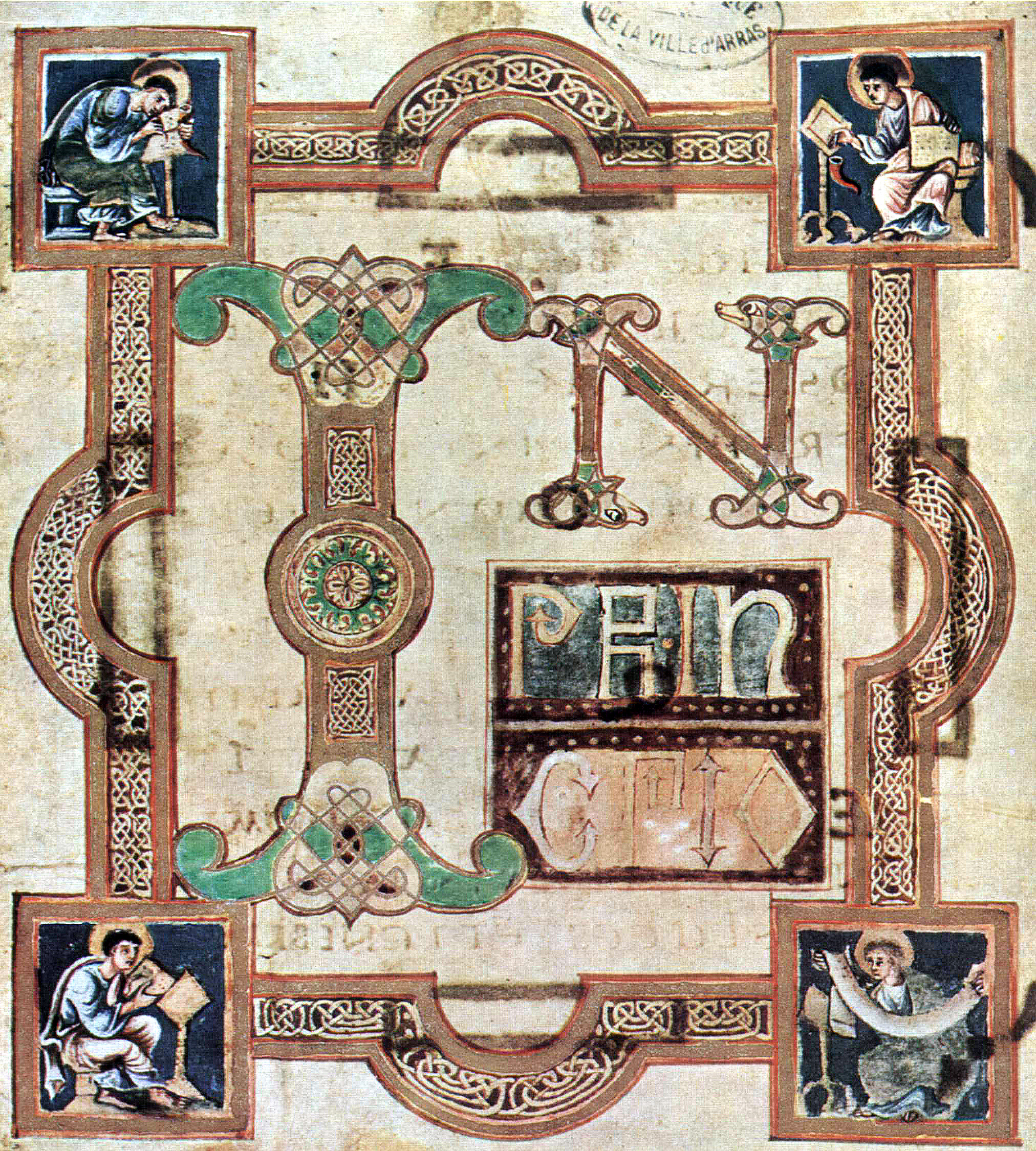
Évangéliaire de Saint-Vaast, vers 850-875.

Le style franco-saxon privilégie les ornements et non les représentations figurées et l'homme est très rarement représenté. Les enluminures se concentrent ainsi dans les lettrines et dans les encadrements de pages. Il s'agit généralement de formes géométriques et motifs zoomorphes tirés très souvent de l'enluminure insulaire, irlandaise ou anglo-saxonne et particulièrement les entrelacs, les palmettes et les têtes d'animaux. Comme dans les îles britanniques à la même période, la calligraphie est fréquemment utilisée pour mettre en valeur le texte, avec, par exemple, de grands incipits recouvrant des pages entières. La différence avec l'art anglo-saxon se situe dans l'usage de la symétrie et l'ordre composant la page de manière rationnelle. Lorsque des personnages apparaissent, ils sont influencés par les écoles d'enluminure voisines, comme celle de Reims. 

## Les principaux scriptoria et leurs manuscrits
- Plusieurs manuscrits enluminés produits à Saint-Amand sont encore conservés : parmi les sacramentaires, celui de Saint-Thierry de Reims (BM Reims Ms.213), Saint-Piat de Tournai (Bib. Saltykoff-Chtchedrin, Ms.Lat.Q.v.I.41), Saint-Denis (BNF, Lat.2290) ; parmi les évangiles, celui de François II (BNF, Lat.257), de Noyon (BNF Lat.11956), ceux de la Chester Beatty (Ms.9), de Cologne (Bibliothèque de la cathédrale, Ms.14)
- L'abbaye de Saint-Vaast à Arras : c'est le lieu de production de l'évangéliaire de Saint-Vaast, vers 850-875 (bibliothèque municipale d'Arras, Ms.1045), l'évangile de la cathédrale de Prague (Bibliothèque du chapitre, Cim.2)
- L'abbaye Saint-Bertin à Saint-Omer : psautier de Louis le Germanique (vers 850-875)